# Mirosternus basalis
Mirosternus basalis är en skalbaggsart som beskrevs av Perkins 1910. Mirosternus basalis ingår i släktet Mirosternus och familjen trägnagare. Inga underarter finns listade i Catalogue of Life.